# Groupe d’exploitation de Lens-Liévin
Das Verbundbergwerk Lens-Liévin (fr: Groupe d'exploitation de Lens-Liévin) entstand 1953 sieben Jahre nach der Verstaatlichung der französischen Steinkohlenindustrie durch die Houlliers Bassin Nord – Pas-de-Calais (HBNPC) aus den bis dahin selbstständig arbeitenden Bergwerken Lens und Liévin unter Einbeziehung des Grubenfeldes von Vimy-Fresnoy.

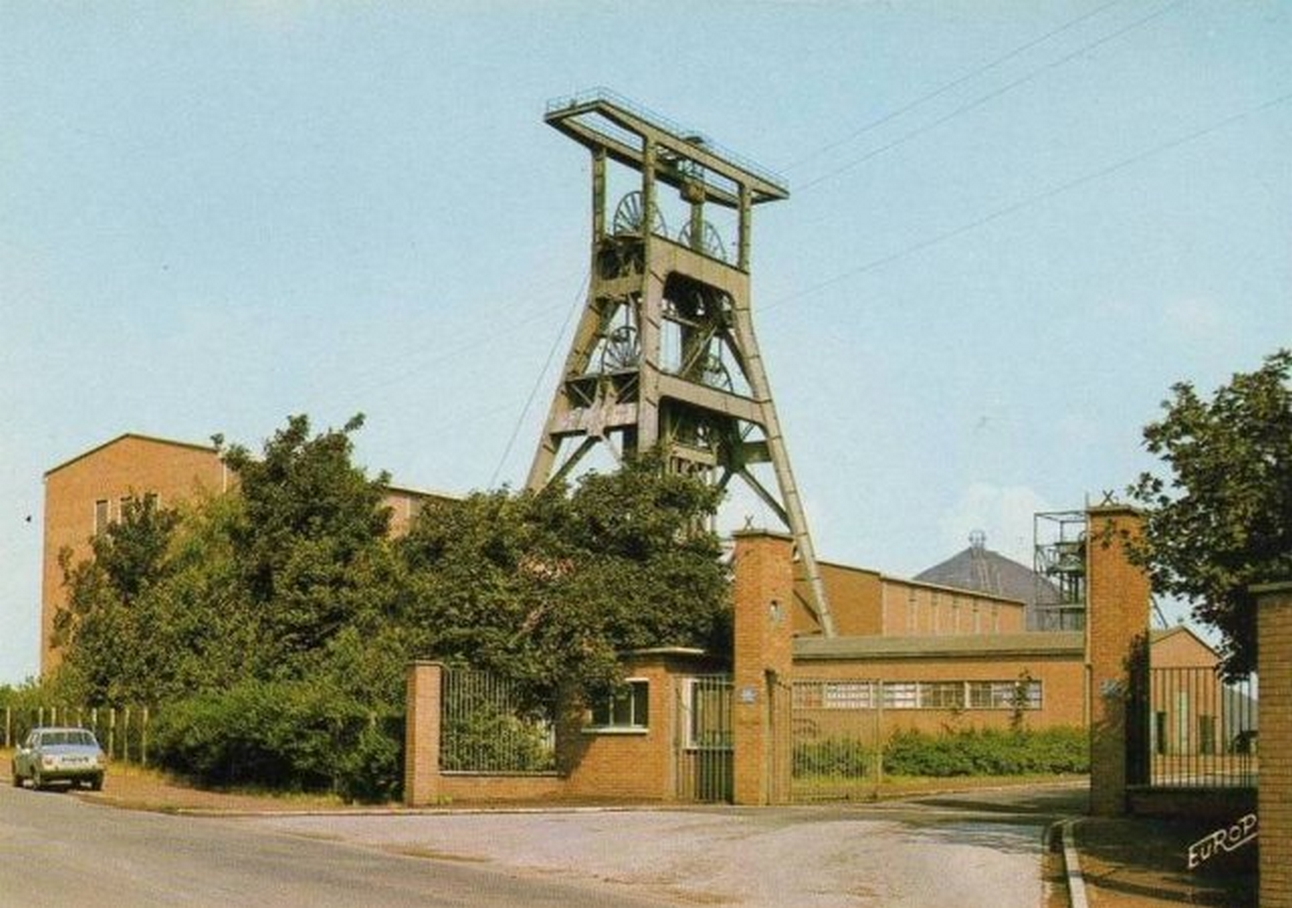
Schacht Lens 18

## Die Ausgangssituation
Bis zur Zusammenlegung der Bergwerke von Lens (ursprüngliche Berechtsame 89,24 km²) und Liévin (ursprüngliche Berechtsame 41,45 km²) gab es nach dem Ende des Zweiten Weltkriegs bei beiden Bergwerken keine nennenswerten Still- und Zusammenlegungen von Schachtanlagen. Deshalb umfasste das Verbundbergwerk bei seiner Gründung folgende Betriebe zur Gewinnung und Förderung der Steinkohle:

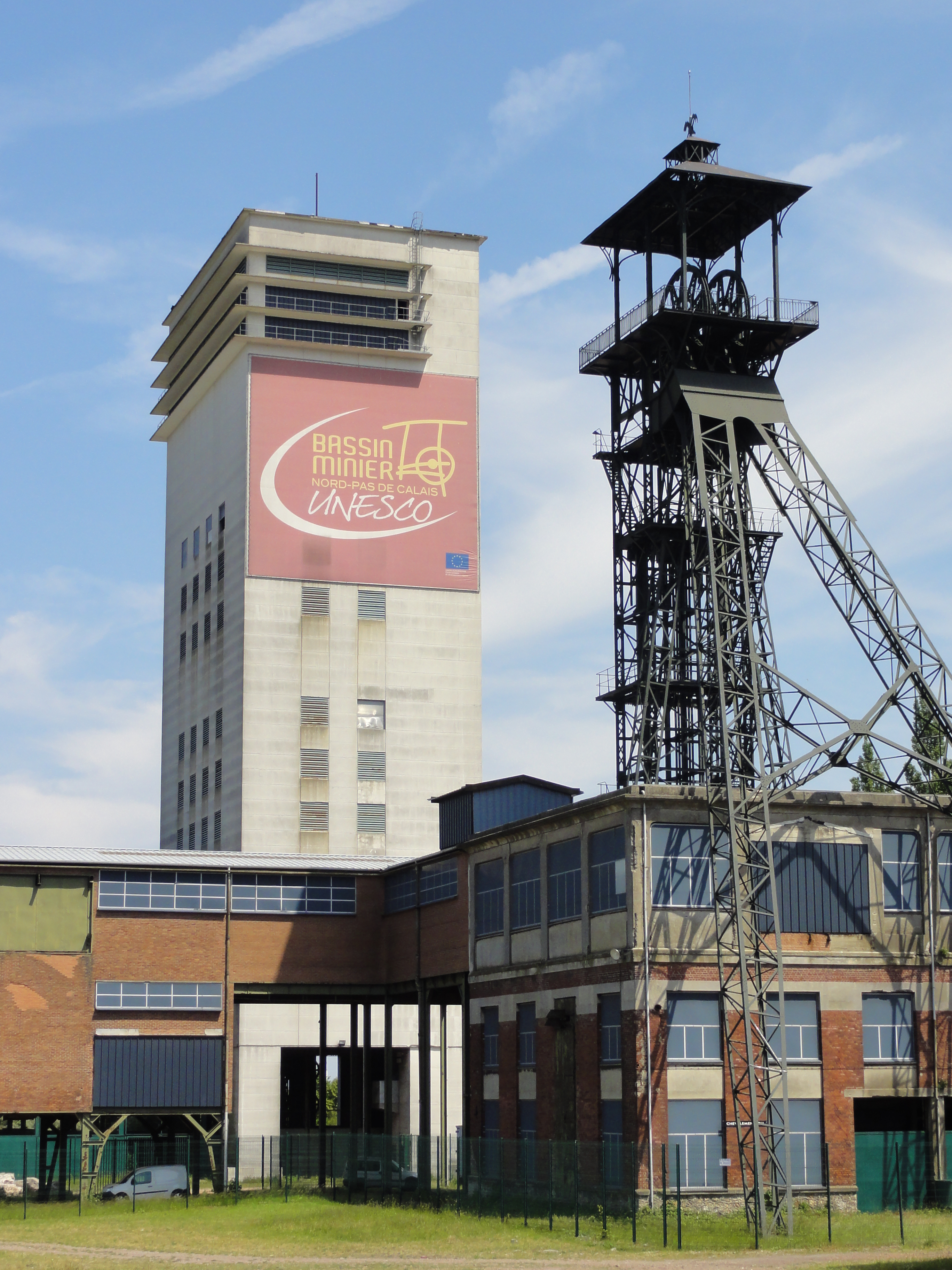
Lens 11/19

| Schacht                   | Gemeinde           | Förderbeginn  | Förderende    | Übernahme durch Schachtanlage |
| Bergwerk Lens             | Bergwerk Lens      | Bergwerk Lens | Bergwerk Lens | Bergwerk Lens                 |
| ------------------------- | ------------------ | ------------- | ------------- | ----------------------------- |
| 1 „Ste Élisabethe“        | Lens               | 1852          | 1960          | -                             |
| 2/2bis „Grand-Conde“      | Lens               | 1857          | 1972          | 11/19                         |
| 3/3bis/3ter „St Amé“      | Lens               | 1860/61       | 1960          | -                             |
| 4 „Louis Bigo“            | Lens               | 1864          | 1961          | 11/19                         |
| 5/5bis „Antoine Scrive“   | Avion              | 1872/1897     | 1932          | 4                             |
| 7/7bis „Léonard Danel“    | Wingles            | 1879          | 1958          | 18                            |
| 8/8bis „Auguste Descamps“ | Vindin-le-Vieil    | 1883          | 1958          | 2                             |
| 9/9bis „Théodore Barrois“ | Lens               | 1884          | 1960          | 19                            |
| 11 „Pierre Destombes“     | Loos-en-Gohelle    | 1891          | 1986          | -                             |
| 12 „Edouard Bollaert“     | Loos-en-Gohelle    | 1891          | 1967          | 11/19                         |
| 13 „Élie Reumaux“         | Hulluch            | 1902          | 1955          | 18                            |
| 12 „Edouard Bollaert“     | Loos-en-Gohelle    | 1891          | 1967          | 11/19                         |
| 16/16bis „Albert Motte“   | Loos-en-Gohelle    | 1909          | 1956          | 3                             |
| Bergwerk Liévin           |                    |               |               |                               |
| 1/1bis/1ter               | Liévin             | 1858          | 1955          | 6                             |
| 3/3bis/3ter               | Éleu-dit-Leauwette | 1872          | 1958          | 6                             |
| 4/4bis                    | Avion              | 1890          | 1955          | 7                             |
| 5/5bis                    | Calonne-sur-Liévin | 1858          | 1956          | 6                             |
| 6/6bis                    | Angres             | 1901          | 1984          | -                             |
| 7/7bis                    | Avion              | 1914          | 1986          | -                             |

Wie die Vielzahl der 1952 aktiven Schachtanlagen zeigt, gab es in der Zeit des Wirtschaftswachstums und Energiehungers nach dem Ende des Zweiten Weltkriegs seitens der HBNPC nur das Ziel, letzteren unter Beibehaltung der vorgefundenen Strukturen durch eine hohe Produktion von Steinkohle zu befriedigen.

## Erweiterungen und Modernisierungen
Deshalb standen nach der Fusion Modernisierungen und Straffungen bei den Förderstandorten im Fokus der HBNPC. Es waren die Ziele,
- im Nordfeld von Lens die Magerkohle auf Schacht 18 zu Tage zu heben,
- im Südfeld von Lens die Förderung der Fettkohle auf der Doppelschachtanlage 11/19 zu konzentrieren,
- im Westfeld von Liévin die Kohle auf Schacht 6 und
- im Ostfeld die auf Schacht 7 zu Tage zu heben.

Hierzu wurden zahlreiche Modernisierungen und Neubauten getätigt:
- Im Jahr 1952 wurden die Fördergerüste über den Schächten 6 und 7 durch Vollwandgerüste mit übereinanderliegenden Seilscheiben und Koepeförderung ersetzt. Auf „Schacht 6“ wurden die Kohlen der Anlagen 1 (ab 1955), 5 (ab 1956) und 3 (ab 1958) zu Tage gehoben und per Transportband zur nahegelegenen Wäsche befördert[3]. „Schacht 7“ hob auch die auf 4/4bis geförderte Kohle zu Tage, bereitete diejenige mit einem Durchmesser von mehr als 20 mm vor Ort auf und transportierte die übrige in Waggons zur Zentralwäsche von Liévin[4].
- Schon 1947 fasste die HBNPC den Plan, im Nordfeld des Bergwerks Lens eine Schachtanlage zu errichten, die die Magerkohle dieses Feldes zu Tage heben und die Schächte 3 und 4 von Meurchin, 7 und 7bis in Wingles, 13 in Hulluch und 8 von Bethune abzuwerfen.  Als Fördergerüst war ein Doppelbock der deutschen Firma Seibert vorgesehen, die Teufe betrug 600 m. Das Projekt wurde einschließlich einer neuen Aufbereitung bis 1955 umgesetzt und danach bis 1976 betrieben[5].
- „Schacht 19 Pierre Destombes“ im Südfeld wurde mit einem Durchmesser von 6,65 m und einer Teufe von 815 m in unmittelbarer Nähe zu „Schacht 11“ in Turmbauweise neu errichtet und übernahm sukzessive die Förderungen der Schächte 2, 3, 4 und 9 von Lens. Parallel hierzu wurde auf dem Gelände der Schachtanlage eine neue Wäsche für Fettkohle errichtet[6].
- Bereits 1892 war durch Lens in Vendin-le-Vieil eine Zentralkokerei errichtet worden. Dieser günstig am Kanal der Deûle gelegene Standort wurde auch nach der Fusion mit Liévin beibehalten und die Kokerei 1963 auf neun Batterien mit insgesamt 193 Öfen modernisiert und erweitert. Damit konnten täglich 2700 t Koks hergestellt werden[7]
- Hingegen wurde in den Neubau oder die Modernisierung von Elektrokraftwerken nicht mehr investiert. Das Kraftwerk von Liévin in Éleu-dit-Leauwette wurde bereits 1951[8] und das von Lens in Vendin-le-Vieil 1973  stillgelegt[9]

## Die Situation im Jahr 1963
Mit der Reduktion auf vier Förderstandorte, fünf Aufbereitungsanlagen und eine Kokerei war die Konsolidierung des Verbundbergwerkes abgeschlossen. Im Jahr 1964 wurden folgende Zahlen veröffentlicht
| Schacht | Bergwerk | Standort        | Übernahme von den Schächten | Belegschaft unter Tage | durchschnittl. Fördermenge pro Tag | Nettoförderung pro Bergarbeiter und Tag |
| ------- | -------- | --------------- | --------------------------- | ---------------------- | ---------------------------------- | --------------------------------------- |
| 18      | Lens     | Hulloch         | 7 und 13                    | 2266                   | 2947 t                             | 1629 kg                                 |
| 19      | Lens     | Loos-en-Gohelle | 2, 3, 4, 12                 | 5582                   | 7978 t                             | 1801 kg                                 |
| 6       | Liévin   | Angres          | 1 und 5                     | 2454                   | 2815 t                             | 1435 kg                                 |
| 7       | Liévin   | Avion           | 4                           | 2073                   | 3256 t                             | 1049 kg                                 |

Die Aufbereitung der geförderten Kohle erfolgte an vier Standorten. Für das Jahr 1963 ergaben sich folgende Zahlen:
- In der Zentralwäsche von Lens in Vendin wurden 2,506 Mio. t Fett- und Magerkohle aufbereitet.
- Die Zentralwäsche von „Liévin 6“ in Angres verarbeitete 2,850 Mio. t Fettkohle.
- In diesem Jahr bereitete die Wäsche von „Liévin 7“ 2,850 Mio. t Fettkohle auf.
- Im mNordfeld gewonnene Magerkohle wurde nur in der Wäsche von „Lens 18“ in Hulluch aufbereitet. Die Produktion betrug dort 457.111 t.
- Die Kapazität der Wäsche von „Lens 19“ in Loos-en-Gohelle für die Aufbereitung von Fettkohle betrug 1,238 Mio. t.

## Die Fusion mitBethune
Im Jahr 1967 erfolgte der Zusammenschluss des Verbundbergswerks Lens-Liévin mit der Gruppe Bethune zum neuen Bergwerk Lens-Liévin-Bethune. Diesem Verbund, der nur einen Bestand von drei Jahren hatte, waren die Stilllegungen der Schachtanlagen von Béthune und Nœux vorausgegangen. In den neuen Zusammenschluss wurden daher nur das Chemiewerk in Mazingarbe und die Zentrale von Violaines übernommen.